# Sherwin Felesie
Sherwin Felesie (ur. 15 lutego 1987) – piłkarz z Antyli Holenderskich grający na pozycji pomocnika. Przez całą swoją dotychczasową karierę reprezentuje VESTĘ Willemstad. W barwach reprezentacji Antyli Holenderskich zagrał w dwóch meczach.